# Arrondissement Castelnaudary
Castelnaudary is een voormalig arrondissement in het departement Aude in de Franse regio Occitanie. Het arrondissement werd op 17 februari 1800 gevormd en op 10 september 1926 opgeheven. De vijf kantons werden bij de opheffing toegevoegd aan het arrondissement Carcassonne.

## Kantons
Het arrondissement was samengesteld uit de volgende kantons:
- kanton Belpech
- kanton Castelnaudary-Nord
- kanton Castelnaudary-Sud
- kanton Fanjeaux
- kanton Salles-sur-l'Hers